# Тетерьки (Смоленская область)
Тетерьки — деревня в Смоленском районе Смоленской области России. Входит в состав Касплянского сельского поселения. Население — 5 жителей (2010 год).
Расположена в западной части области в 37 км к северо-западу от Смоленска, в 1,5 км юго-западнее автодороги Р133 Смоленск — Невель. В 21 км южнее деревни расположена железнодорожная станция Лелеквинская на линии Смоленск — Витебск.

## История
В годы Великой Отечественной войны деревня была оккупирована гитлеровскими войсками в июле 1941 года, освобождена в сентябре 1943 года.